# Rolf Krake (fartyg)
Rolf Krake var en pansarbåt i danska flottan. Hon byggdes av den skotska firman Robert Napier and Sons i Glasgow, och var det första danska örlogsfartyget att byggas helt i järn. Rolf Krake deltog i dansk–tyska kriget 1864, då hennes kanoner fungerade som artilleriunderstöd åt danska armén under slaget vid Dybbøl. Fartyget utrangerades den 29 juni 1907 och såldes samma år för skrotning i Nederländerna.